# Warr Acres (Band)
Warr Acres ist eine US-amerikanische Band der christlichen Popmusik, die aus dem Ort Warr Acres im Oklahoma County stammt.

## Bandgeschichte
Die Band wurde 2005 als VMusic gegründet und ist beheimatet in der Victory Church der etwa 10.000 Einwohner zählenden Gemeinde Warr Acres in Oklahoma. Für ihre erste Veröffentlichung benannten sie sich nach dem Ort um und nannten auch das Album so. Das bei Dream Records erschienene Album kam auf Anhieb in die Top Ten der Christian Albums Charts und platzierte sich sogar in den offiziellen Verkaufscharts. Das zweite Album Hope Will Rise erschien zwei Jahre später und übertraf mit Platz sechs die Position des Debütalbums in den Christian Albums Charts noch einmal um zwei Plätze. Die vier Hauptmusiker werden auf den Alben von den anderen Gottesdienstmitarbeitern der Gemeinde unterstützt.

## Mitglieder
- Kristy Starling
- Lael Ewing
- Chris Crow
- Oscar Ortiz

## Diskografie
Alben
- Warr Acres (2011)
- Hope Will Rise (2013)